# Дионисиос Леондиос
Дионисиос Леондиос, известен като капитан Вейкос (на гръцки: Διονύσιος Λεόντιος, Βεϊκος), е гръцки офицер и революционер, деец на Гръцката въоръжена пропаганда в Македония от началото на XX век.

## Биография
Дионисиос Леондиос е роден на остров Закинтос, след което става офицер от запаса в гръцката армия. Изпратен е в Западна Македония между 1904 и 1908 година, за да координира действията на гръцките андартски чети. В 1914 година придружава митрополита на Вела и Коница Спиридонас Влахос при посещението му в Лесковик, където работят за присъединяването на Северен Епир към Гърция.